# Ursula Owusu
Ursula Owusu-Ekuful (ur. 20 kwietnia 1964 w Akim Odzie) – ghańska prawniczka i polityczka. W latach 2013–2025 członkini Parlamentu Ghany, a w latach 2017–2025 Minister Komunikacji Ghany.

## Życiorys

### Młodość, edukacja i kariera zawodowa
Owusu urodziła się 20 kwietnia 1964 w Akim Odzie.
Ukończyła studia prawnicze na University of Ghana. W 1990 roku uzyskała prawo do wykonywania zawodu prawniczki, zostając członkinią lokalnej izby. Posiada dodatkowe certyfikaty z International Law Institute na Uniwersytecie Georgetown w Waszyngtonie oraz z Ghana Institute of Management and Public Administration. W 2015 roku ukończyła studia magisterskie na kierunku "Conflict Peace and Security" na Kofi Annan International Peacekeeping Training Centre jako najlepsza studentka na roku.
Przez 10 pracowała jako prawniczka w ghańskiej kancelarii prawnej. Od września 2005 roku do maja 2008 roku była dyrektorką zarządzającą w firmie telekomunikacyjnej Western Telesystems (Westel). Od kwietnia 2008 roku do stycznia 2009 roku była odpowiedzialna za komunikację zewnętrzną przedsiębiorstwa ZAIN Ghana.

### Działalność polityczna
Z powodzeniem wystartowała w wyborach generalnych w Ghanie w 2012 roku w okręgu wyborczym Ablekuma West z ramienia partii Ahofama Foforo Kuw. Uzyskała 36 975 głosów, co stanowiło 58,22% wszystkich oddanych głosów. Dołączyła do opozycji. Była przewodniczącą Komitetu ds. rozwoju sektora społecznego. W grudniu 2016 roku ogłosiła, że spodziewa się zostania ministrem w rządzie Nany Akufo-Addo. W styczniu została członkinią jego gabinetu jako Minister Komunikacji. Została pierwszą kobietą na tym stanowisku.
Uzyskała reelekcję w wyborach generalnych w Ghanie w 2016 roku, ponownie reprezentując swoją partię w tym samym okręgu wyborczym. Uzyskała 34 376 głosów (56,77% wszystkich oddanych głosów). Jej partia utworzyła większość w nowej kadencji parlamentu. Również z powodzenie m kandydowała w wyborach generalnych w Ghanie w 2020 roku, ponownie w tym samym okręgu wyborczym z list tej samej partii. Uzyskała 37 363 głosy (54,27% wszystkich oddanych głosów). Ponownie była jedną z deputowanych większości.
Nie uzyskała reelekcji w wyborach generalnych w Ghanie w 2024 roku, przegrywając z Ebenezerem Addo i zdobywając tylko 26 575 głosów (45,47% wszystkich oddanych). Na stanowisku ministerskim w styczniu 2025 roku zastąpił ją Samuel Nartey George.

#### Ustawa anty-LGBT
Gdy w 2021 roku Parlament Ghany procedował ustawę przeciwko osobom LGBT, była jedną z jego krytyczek, krytykowała jednak tylko niektóre z jego zapisów. Zobowiązała się do pracy nad jego uściśleniem i pilnowaniem, aby nie wywołał on niechcianych konsekwencji. Wzywała osoby LGBT, aby nie ujawniały się, ponieważ obywatele Ghany nie są gotowi do tolerowania relacji jednopłciowych.
W lipcu 2023 roku podczas debaty parlamentarnej została oskarżona o bycie osobą LGBT. Po zakończeniu debacie parlament jednogłośnie skierował ustawę do kolejnego czytania. W lutym 2024 roku parlament jednogłośnie przyjął ustawę i skierował ją do podpisania przez prezydenta.

### Życie prywatne
Jest mężatką. Ma trójkę dzieci.